# Helmuth Krause

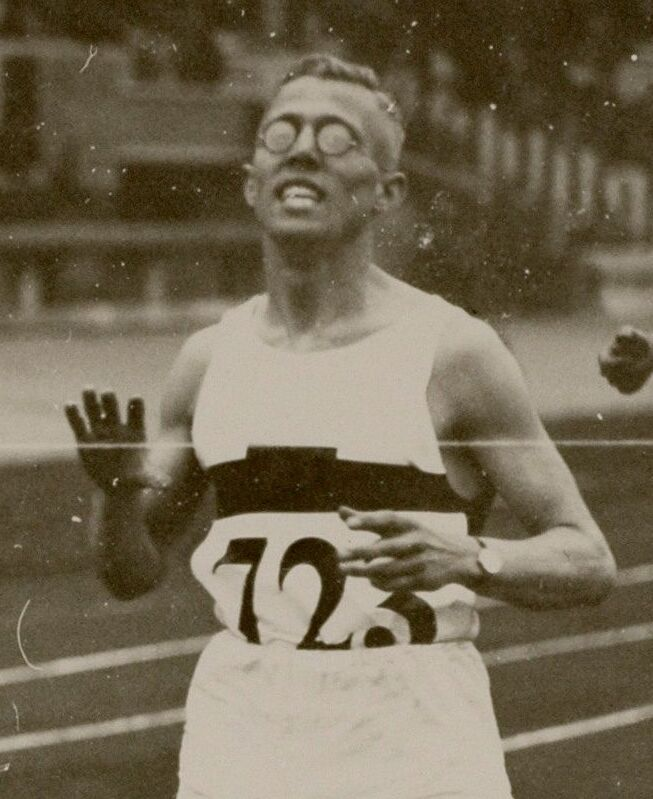
Helmut Krause (1928)

Helmuth Krause (auch Hans-Helmuth Krause; * 18. Juli 1907 in Breslau; † 26. Februar 1944 in Dsewaschytschy, Sowjetunion) war ein deutscher Mittelstreckenläufer.
Helmuth Krause startete für den SC Teutonia 99 Berlin. Bei den Olympischen Spielen 1928 in Amsterdam wurde er über 1500 m Siebter. Im selben Jahr gewann er bei den Summer Student World Championships in Paris Gold über 1500 Meter.
Bei den Deutschen Leichtathletik-Meisterschaften 1926 wurde Krause über diese Distanz Zweiter und gewann 1930 sowie 1931 den Titel. Außerdem gewann er 1928 mit der 4-mal-1500-m-Staffel des SC Teutonia, unter anderem mit Herbert Böcher, den Deutschen Meistertitel.
Vor dem Zweiten Weltkrieg war Krause Pfarrer in einer schlesischen Gemeinde. Er fiel Ende Februar 1944 in der Mahiljouskaja Woblasz in der Weißrussischen SSR im Rang eines Leutnants und Bataillonskommandeurs im Kampf gegen Partisanen.